# Audrey Bitoni

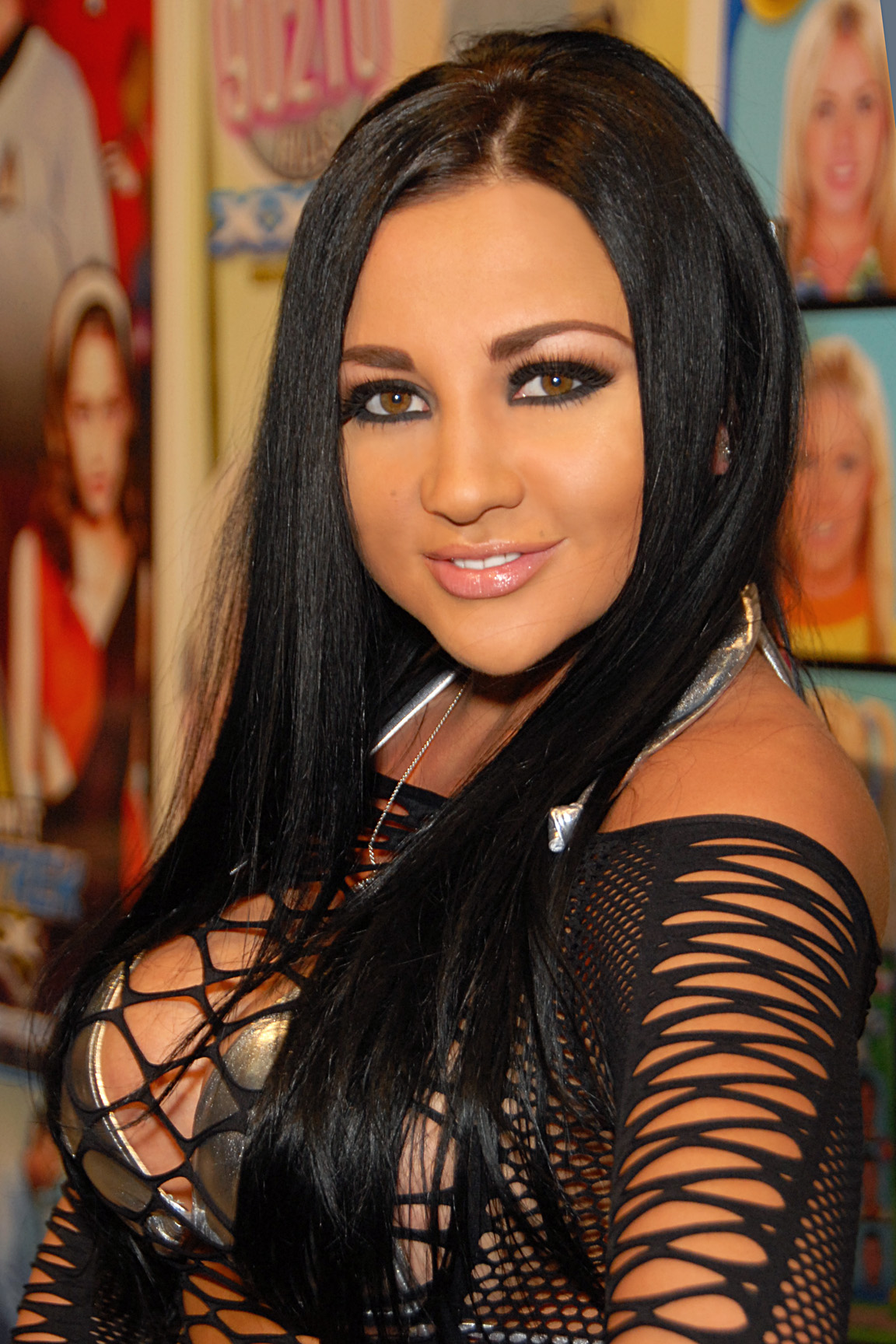
Audrey Bitoni auf der AVN Adult Entertainment Expo 2010

Audrey Bitoni (* 16. August 1986 in Pasadena, Kalifornien; bürgerlich Audrey Arroyo) ist eine US-amerikanische Pornodarstellerin und Model.

## Leben
Audrey Bitonis Familie hat spanisch-deutsche Wurzeln. Sie besuchte die Arizona State University, an der sie einen Bachelor-Abschluss im Bereich Journalismus machte.
Im Playboy erschienen bereits 2004 Bilder für eine College Special Edition. Im Jahr 2006 debütierte sie in Pornofilmen. Auf Internetseiten wie Brazzers, Bangbros oder Hustler sind zahlreiche Szenen mit ihr zu finden. Operation: Desert Stormy, in dem sie mitgewirkt hat, erhielt einen AVN Award, ebenso wie Jack’s Playground im Jahr 2007. Im November 2008 war sie Cover Girl der Zeitschrift Penthouse.
Bitoni war bisher dreimal für den AVN Award nominiert. Laut IAFD hat sie in 397 Filmen mitgewirkt (Stand: April 2019).

## Filmografie (Auswahl)
- 2006: My Sister’s Hot Friend
- 2007: Fishnets 7
- 2007: Fucked on Sight 2
- 2007: Girlvana 3
- 2007: Jack’s Playground 38
- 2007: Nylons 2
- 2007: No Man’s Land 43
- 2007: Operation: Desert Stormy
- 2008: Big Tits at School 2

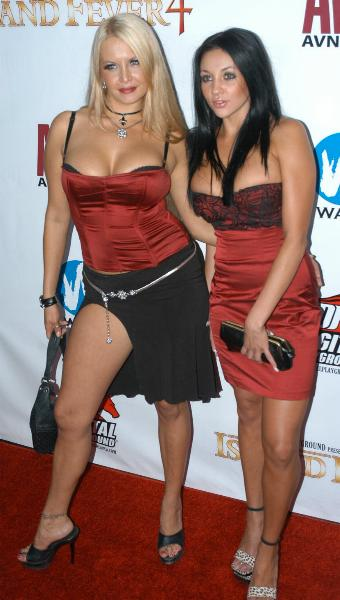
Audrey Bitoni und Kollegin Angel Cassidy auf einer Filmparty (2006)

- 2008: Sexual Freak 8: Audrey Bitoni
- 2009: Big Wet Tits 8
- 2009: Penthouse Variations: Tits To Die For
- 2009: The Sex Files – A Dark XXX Parody
- 2010: Big Tits in Uniform Vol.2
- 2010: North Pole 73
- 2010: My Plaything…
- 2010: Octopussy 3-D: A XXX Parody
- 2010: Baby Got Boobs 4
- 2011: Car Wash Girls 2
- 2012: Tonight’s Girlfriend 11
- 2013: Big Tits in Uniform 10
- 2016: Bang POV 4

## Auszeichnungen & Nominierungen
- 2007: F.A.M.E. Award Nominierung - Favorite Female Rookie[4]
- 2008: Penthouse Pet of the Month November[3]
- 2008: NightMoves – Nominierung in der Kategorie: Best New Starlet
- 2008: AVN Award – Nominierung in der Kategorie: Best New Starlet[5]
- 2008: AVN Award – Nominierung in der Kategorie: Best POV Sex Scene[6]
- 2008: FAME Award Finalist in der Kategorie: Favorite Ass[7]
- 2008: FAME Award Finalist in der Kategorie: Hottest Body[7]
- 2008: FAME Award Finalist in der Kategorie: Favorite Female Rookie[7]
- 2009: AVN Award – Nominierung in der Kategorie: Best All-Girl 3-Way Sex Scene - No Man’s Land 43
- 2009: FAME Award Nominierung - Favorite Ass[8]
- 2009: FAME Award Nominierung in der Kategorie: Hottest Body[8]
- 2010: FAME Award Nominierung in der Kategorie: Favorite Ass
- 2010: FAME Award Nominierung in der Kategorie: Hottest Body
- 2013: Juliland Award: Best Photo Set und Best Trouble[9]